# GLAAD Media Awards 2017
La 28ª edizione dei GLAAD Media Awards si è tenuta nel 2017, presentata dalla Gay & Lesbian Alliance Against Defamation.
Le candidature sono state annunciate il 31 gennaio 2017. Le cerimonie di premiazione avranno luogo al Beverly Hilton Hotel di Los Angeles il 1º aprile ed al Waldorf-Astoria Hotel di New York il 6 maggio.

## Los Angeles

### Vanguard Award

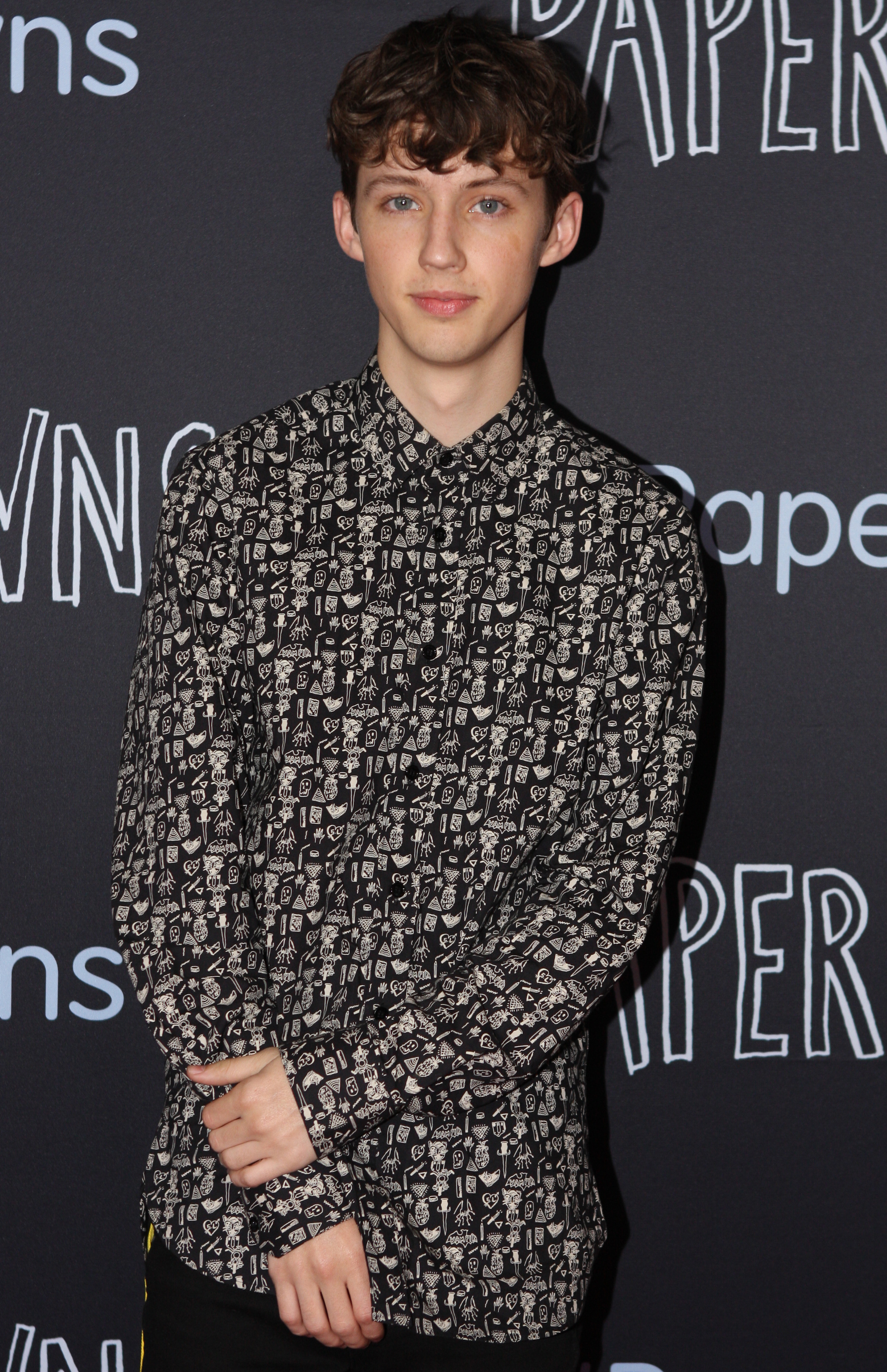
Troye Sivan ha ricevuto il Stephen F. Kolzak Award alla cerimonia di Los Angeles.

- Patricia Arquette

### Stephen F. Kolzak Award
- Troye Sivan

### Miglior film della grande distribuzione
- Moonlight, regia di Barry Jenkins[5]
- Star Trek Beyond, regia di Justin Lin

### Miglior film della piccola distribuzione
- Other People, regia di Chris Kelly
- Agassi (아가씨), regia di Park Chan-wook
- Naz & Maalik, regia di Jay Dockendorf
- Spa Night, regia di Andrew Ahn
- Those People, regia di Joey Kuhn

### Miglior serie commedia
- Transparent
- Brooklyn Nine-Nine
- Crazy Ex-Girlfriend
- Grace and Frankie
- Modern Family
- One Mississippi
- The Real O'Neals
- Steven Universe
- Survivor's Remorse
- Take My Wife

### Miglior serie drammatica
- Shadowhunters
- The Fosters
- Grey's Anatomy
- Hap and Leonard
- Le regole del delitto perfetto (How to Get Away with Murder)
- The OA
- Orphan Black
- Shameless
- Supergirl
- Wynonna Earp

### Miglior episodio serie TV
- "San Junipero" - Black Mirror
- "Attention Deficit" - The Loud House
- "Bar Fights" - Drunk History
- "Johnson & Johnson" - Black-ish
- "Vegan Cinderella" - Easy

### Miglior film per la televisione o miniserie
- Eyewitness
- London Spy
- Looking - Il film (Looking: The Movie), regia di Andrew Haigh
- The Rocky Horror Picture Show: Let's Do the Time Warp Again, regia di Kenny Ortega
- Vicious: The Finale

### Miglior fumetto
- The Woods - James Tynion IV
- All-New X-Men - Dennis Hopeless
- Black Panther - Ta-Nehisi Coates
- DC Comics Bombshells - Marguerite Bennett
- Kim & Kim - Magdalene Visaggio
- Love is Love - Marc Andreyko
- Lumberjanes - Shannon Watters e Kat Leyh
- Midnighter / Midnighter and Apollo - Steve Orlando
- Patsy Walker, A.K.A Hellcat! - Kate Leth
- Saga - Brian K. Vaughan

### Miglior soap opera drammatica
- Beautiful (The Bold and the Beautiful)

## New York

### Miglior documentario
- Southwest of Salem: The Story of the San Antonio Four
- Mapplethorpe: Look at the Pictures
- Out of Iraq
- The Same Difference
- The Trans List

### Miglior reality show
- Strut
- Gaycation
- I Am Cait
- I Am Jazz
- The Prancing Elites Project

### Miglior cantante
- Tegan and Sara - Love You to Death
- Against Me! - Shape Shift With Me
- Blood Orange - Freetown Sound
- Brandy Clark - Big Day in a Small Town
- Tyler Glenn - Excommunication
- Ty Herndon - House on Fire
- Elton John - Wonderful Crazy Night
- Lady Gaga - Joanne
- Frank Ocean - Blonde
- Sia - This is Acting

### Miglior episodio talk show
- "Angelica Ross" - The Daily Show with Trevor Noah
- "Cookie Johnson" - Super Soul Sunday
- "North Carolina and Georgia Anti-LGBTQ Laws" - Late Night with Seth Meyers
- "Tony Marrero, Orlando Shooting Survivor" - The Ellen DeGeneres Show
- "Trey Pearson" - The View

### Miglior servizio giornalistico su un giornale
- "Church and States" - VICE News Tonight
- "Bingham" - SC Featured
- "Gavin Grimm's Fight" - VICE News Tonight
- "Life as Matt" - E:60
- "Switching Teams" - 60 Minutes

### Miglior servizio giornalistico
- "Gay Community in U.S. 'Forged in Fire" - The Rachel Maddow Show
- "Interview with Florida Attorney General Pam Bondi" - Anderson Cooper 360
- "Many in LGBT Community Fear Changes under Trump" - NBC Nightly News
- "Terror in Orlando" - PBS NewsHour
- "Troop Turnaround: U.S. Military Transgender Ban Ended by Pentagon" - CBS This Morning

### Miglior articolo su un giornale
- "Permission to Hate" - Elizabeth Leland, The Charlotte Observer
- "An LGBT Hunger Crisis" - Roni Caryn Rabin, The New York Times
- "Mid-South Couples Celebrate First Year of Marriage Equality, But Challenges Remain for LGBT Community" - Katie Fretland & Ron Maxey, The Commercial Appeal
- "Nowhere to Go: LGBT Youth on the Move" - Arielle Dreher, Jackson Free Press
- "Worthy of Survival" - Kathleen McGrory, Tampa Bay Times

### Miglior articolo su una rivista
- "HIV Mystery: Solved?" - Tim Murphy, The Nation
- "Battle of the Bathroom" - Michael Scherer, Time
- "The Official Coming-Out Party" - Kevin Arnovitz, ESPN The Magazine
- "On the Run" - Jacob Kushner, Vice Magazine
- "Rethinking Gender" - Robin Marantz Henig, National Geographic Magazine

### Miglior rivista
- Teen Vogue
- The Advocate
- Cosmopolitan
- Seventeen
- Time

### Miglior articolo giornalistico digitale
- '"After the Orlando Shooting, the Changed Lives of Gay Latinos" - Daniel Wenger
- "105 Trans Women On American TV: A History and Analysis" - Riese Bernard
- "The Methodist Church May Split Over LGBT Issues. Meet the Lesbian Bishop Caught in the Middle" - Becca Andrews
- "These are the Queer Refugees Australia has Locked Up on a Remote Pacific Island" - J. Lester Feder
- "The Uncertain Olympic Future for Trans and Intersex Athletes" - Diana Tourjee

### Miglior articolo giornalistico digitale - Mutimedia
- "Last Men Standing: AIDS Survivors Still Fighting for Their Lives" - Erin Allday
- "New Deep South: Kayla"
- "No Access: Young, Black & Positive"
- "Unerased: Counting Transgender Lives" - Meredith Talusan
- "Willing and Able: Employment as a Transgender New Yorker" - Jordi Oliveres e Santiago García Muñoz

### Miglior blog
- Holy Bullies and Headless Monsters
- I'm Still Josh
- Mombian
- My Fabulous Disease
- TransGriot

### Riconoscimento speciale
- Her Story
- We've Been Around